# Орт (замок)

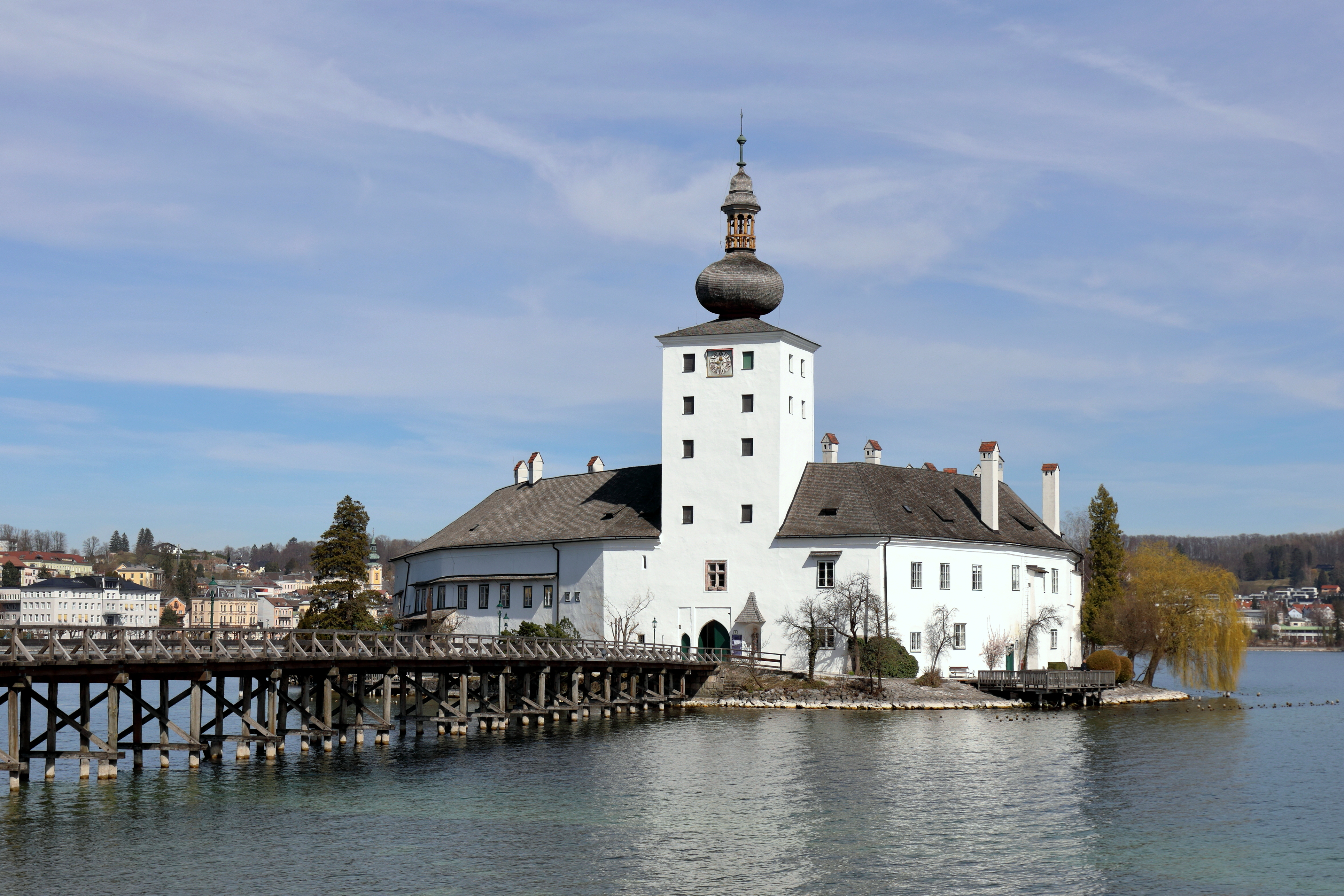
Замок Schloss Ort

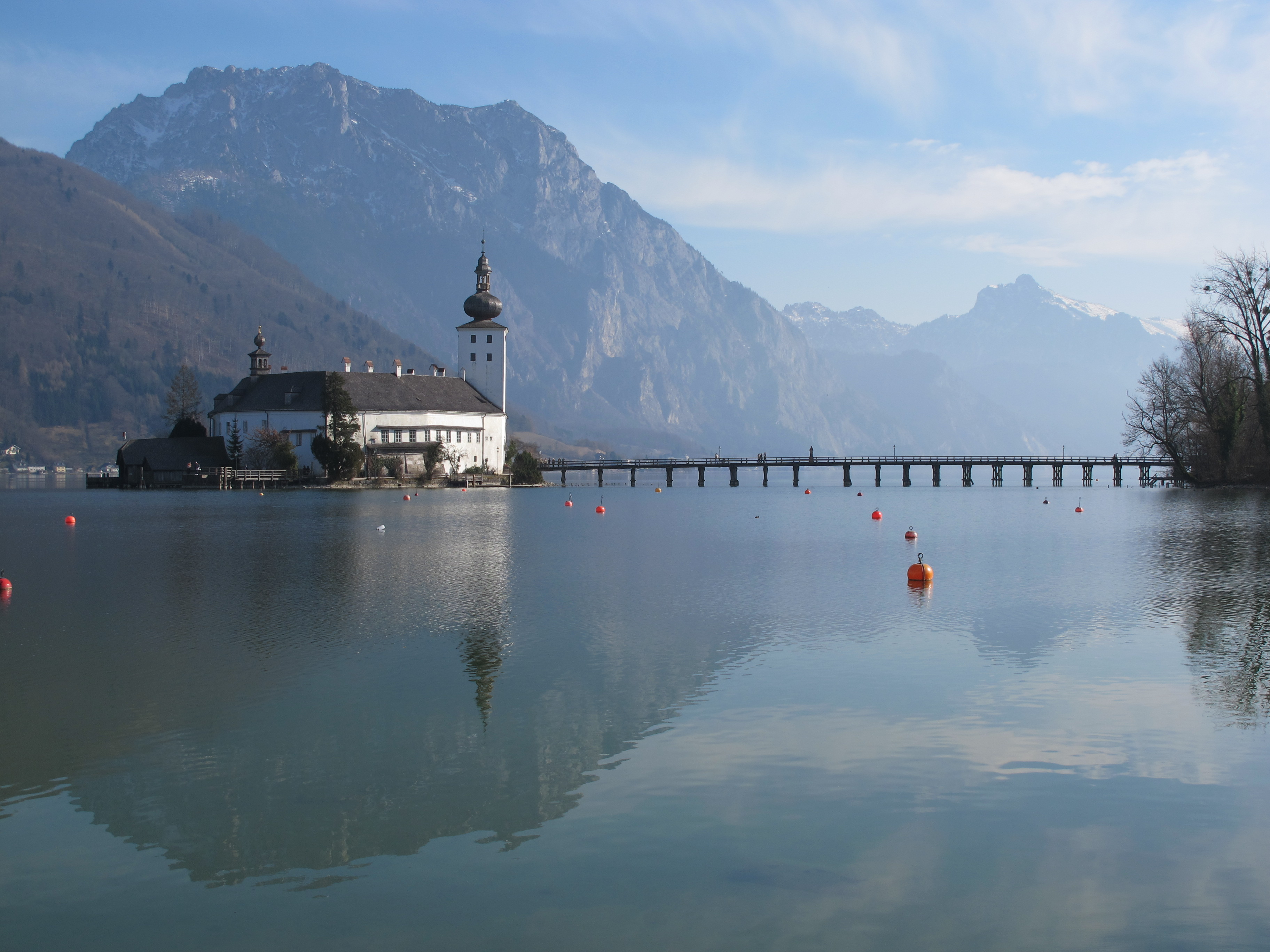
Schloss Ort з Erlakogel на задньому плані

47°54′42″ пн. ш. 13°47′32″ сх. д. / 47.911528° пн. ш. 13.792331° сх. д.
Орт (нім. Schloss Orth) — середньовічний замок в Австрії. Розташований на озері Траунзее у місті Гмунден.

## Рання історія
Замок був заснований приблизно в 1080 році Гартнідусом з Орта. У 1244 році вдосконалений Гарнідусом V. У 1344 році брати Фрідріх і Рейнпрехт I Валлзее придбали замок, який 25 січня 1350 року став єдиним володінням Фрідріха. Замок залишався у володінні родини Вальзее до 1483 року, коли замок Орт перейшов до Фрідріха III, імператора Священної Римської імперії.

## 1484—1689

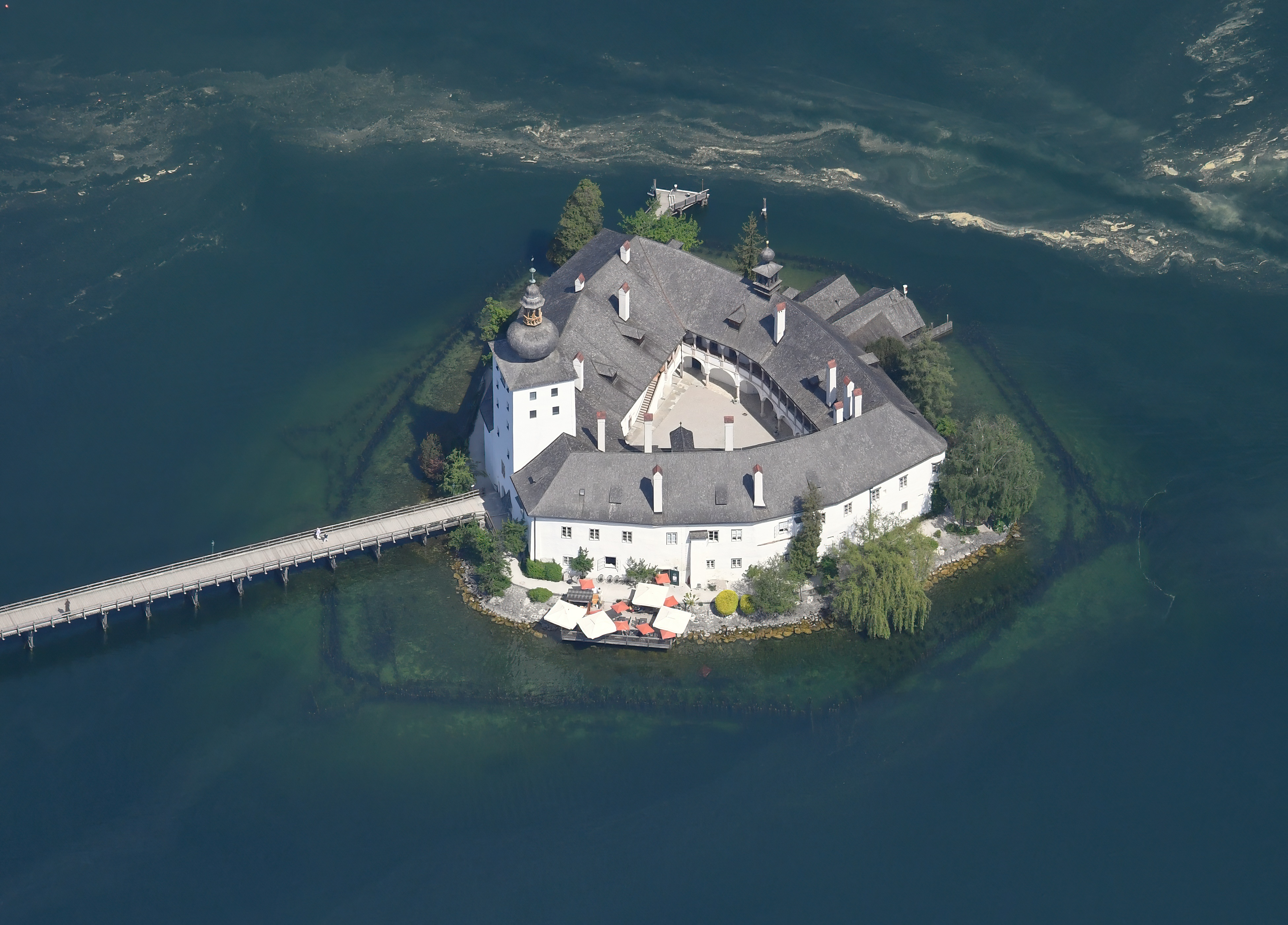
Вид на замок Орт

З 1484 по 1491 рік замком керував Готхард фон Штаренберг, губернатор Верхньої Австрії. У 1492 році Бернгард з Штаренберга, а потім його нащадки правили замком до 1584 року. У 1588 році замок придбав Вейгард Фрайгерр з Полльгайма, а 6 квітня 1595 року він продав замок місту Гмунден. Однак того ж року місто продало замок Рудольфу II. Замок переходив до різних власників, поки його не придбав Леопольд I, імператор Священної Римської імперії.

## Сучасна епоха

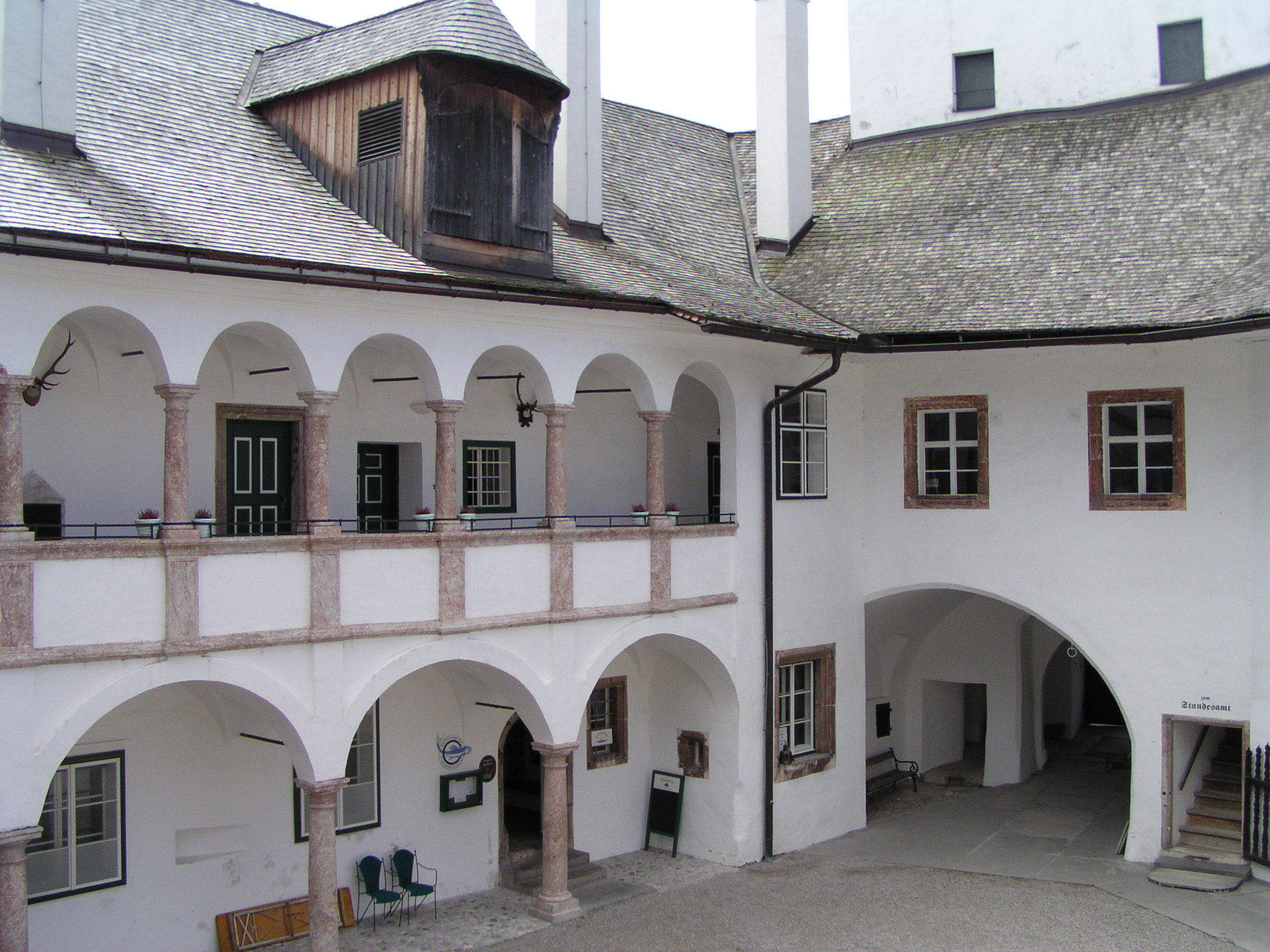
Внутрішнє подвір'я

У 1876 році замок придбав ерцгерцог Австрії Йоганн Сальватор (Іоанн Тосканський) (1852 — бл. 1911), десята й остання дитина великого герцога Тосканського Леопольда II і Марії Антонієтти з Обох Сицилій, але 6 жовтня У 1889 році він відмовився від свого титулу та зв'язків з імператорським домом Габсбургів, змінив ім'я на Йоганн Орт і в 1890 році вирушив до Південної Америки зі своєю дружиною на власному кораблі «Свята Маргарита». Йоганн Сальватор зник у морі в 1890 році та оголошений мертвим у 1911 році, але фактична дата його смерті невідома.
Замок придбав Франц Йосиф I у 1914 році, і він був призначений для учнів шкіл Гмундена, щоб мати змогу відвідувати замок, але цей план був перерваний Першою світовою війною .
Між 1919 і 1973 роками замок був у занедбаному стані.
Зараз замок використовується як навчальний центр Федерального міністерства землі та лісового господарства (Bundesministeriums für Land- und Forstwirtschaft). 5 січня 1995 року замок був офіційно придбаний містом Гмунден.